# Balge (Arm der Weser)

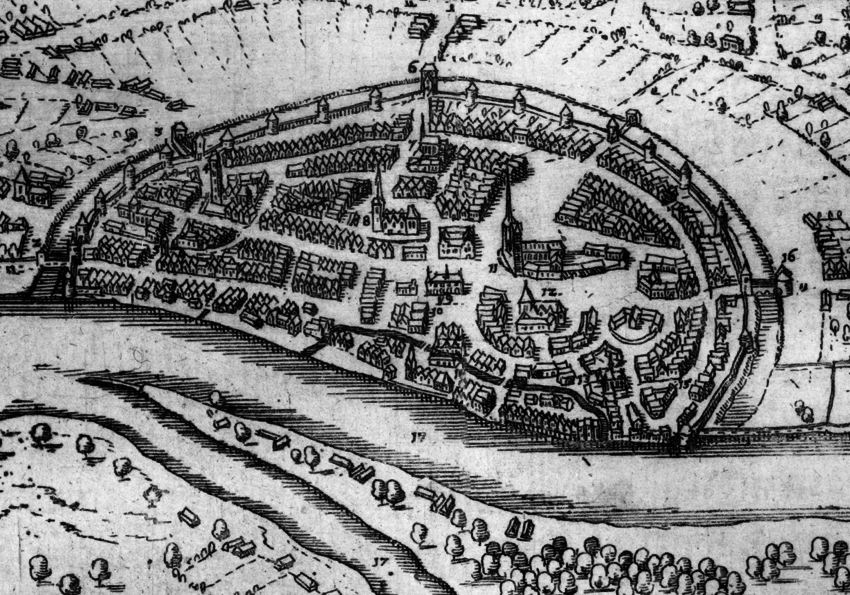
Die Große Balge im 13. Jahrhundert, die das Martini- und das Tieferviertel umfließt und noch bis an die Südseite des Marktplatzes reicht.

Die Balge oder Große Balge (früher auch Balje genannt) war ein kurzer, rechter Seitenarm der Weser, der im Gebiet der heutigen Bremer Altstadt verlief. Sie diente im Frühmittelalter als erster Hafen der Stadt und ist damit von großer Bedeutung für die Entstehung und Entwicklung Bremens. Nach und nach verengte sich das Bett der Balge, bis sie 1608 kanalisiert und 1838 schließlich ganz zugeschüttet wurde.

## Die Balge im Frühmittelalter
Die Weserniederung bei Bremen muss man sich zur Zeit der Gründung des Bistums im 8. und 9. Jahrhundert noch als ein sumpfiges Stromspaltungsgebiet mit unzähligen Wasserläufen und Inseln vorstellen. So wurden bei Bauarbeiten Ecke Martini-/Wachtstraße in den Jahren 1988/1989 auf einer Fläche von 50 × 40 Metern allein drei kleine Wasserläufe aus der Zeit um 800 nachgewiesen und ein Flussboot aus dem 9. Jahrhundert gefunden. Durch Sandanspülungen infolge mehrerer Hochwasser sowie der zunehmenden Siedlungstätigkeit an den Flussufern veränderte sich der Charakter der Flusslandschaft aber bereits ab dem 9. Jahrhundert deutlich und die sumpfigen Flussmarschen und kleinen Seitenarme verschwanden nach und nach.
Die Balge war, wie auch die Kleine Weser, einer dieser ehemals zahlreichen natürlichen Nebenarme der Weser – für die bisweilen vertretene These, sie sei einst das Hauptbett des Flusses gewesen, gibt es jedoch keine überlieferten Belege. Die Balge verließ das Flussbett der Weser ursprünglich auf Höhe des Altenwalls, floss in einem zirka 650 Meter langen Bogen parallel zur Weser am Fuß der Bremer Düne entlang, erreichte auf Höhe des heutigen Marktplatzes mit zirka 200 Metern die größte Entfernung zum Hauptstrom und mündete, sich trichterförmig vergrößernd, bei der Zweiten Schlachtpforte (etwa beim Haus Nr. 10/11 an der Schlachte) wieder in die Weser ein. Die zwischen Balge und Weser liegende Insel – die Balgeinsel – entsprach dabei weitestgehend dem späteren Martini- und Tieferviertel. Zu jener Zeit hatte die Balge eine Breite von 30 bis 50 Metern.

## Bremens erster Hafen
Es ist kein Zufall, dass im 8. Jahrhundert die Bistumssiedlung am Berührungspunkt der beiden bedeutendsten Landschaftsmerkmale im Gebiet des Bremer Beckens gegründet wurde: der Weser und der Bremer Düne. Erstere bot den Zugang zu den Fernhandelsrouten, letztere einen hochwassersicheren Siedlungsplatz mit guter Verteidigungsstellung. Am Nordufer der Balge, die im Bereich der Südseite des heutigen Marktplatzes direkt bis an den Dünenzug heranreichte, entstand zu jener Zeit im Schutz der Domburg Bremens erster Hafen, der zunächst die Form eines langgezogenen, unbefestigten Uferhafens hatte. Die Schiffslandeplätze erstreckten sich dabei vermutlich über eine Länge von einigen hundert Metern am unteren Rand des heutigen Marktplatzes und entlang der Langenstraße, einer der ältesten Straßen Bremens und jahrhundertelang die wichtigste Kaufmannsstraße der Stadt, die vermutlich im Zuge der Besiedlung des nördlichen Balgeufers entstanden ist.
Die Uferböschung der Balge wurde in der Folgezeit in mehreren Schritten befestigt. So fand man bei Grabungen unmittelbar vor dem Bankhaus Neelmeyer (nahe der Einmündung der Böttcherstraße in den Marktplatz) 1970 Reste des mit Mauerwerk befestigten Hafenufers der Balge, sowie Dalben aus Eichenpfählen, die in Dreiergruppen mit Eisenringen verbunden waren. Ähnliche Funde waren bei Erdarbeiten bereits 1909 Ecke Marktplatz/Langenstraße und 1862 im Bereich des Schüttings und der Wachtstraße gemacht worden. Dabei waren sogar noch ältere Strukturen gefunden worden: eine Uferbefestigung aus Pfählen und Flechtwerk, die vermutlich frühmittelalterlichen Ursprungs ist (bis zum 10. Jahrhundert), während die steinernen Konstruktionen wohl aus hoch- oder spätmittelalterlicher Zeit stammen (zwischen dem 11. und dem 15. Jahrhundert). Der Marktplatz kann somit als Rest des ursprünglichen Ufermarkts bezeichnet werden, an dessen Südrand unmittelbar Schiffe anlegten.

## Die Balge im Hoch- und Spätmittelalter
Die ursprünglich ansehnliche Breite der Balge wurde im Laufe der Jahrhunderte mit dem Wachstum Bremens nach und nach durch die Bebauung der Ufer eingeengt. Darüber hinaus trugen auch Veränderungen der Fließverhältnisse im Stromsystem der Weser sowie Sedimentablagerungen im Flussbett zu einer kontinuierlichen Verschmälerung bei. Im Spätmittelalter hatte sich die Breite der Balge bereits auf zirka 20 Meter verringert (nur so konnte überhaupt der Schütting später auf dem ehemaligen Flussgrund der Balge errichtet werden).
Im 13. Jahrhundert, als die Balge bereits größtenteils ihre Funktion als Hafen für größere Schiffe zugunsten der Schlachte am Weserufer eingebüßt hatte, wurde ein künstlicher Durchstich angelegt, der von der Holzpforte (heute etwa beim Haus Tiefer Nr. 12) kommend, vermutlich entlang der nicht mehr existenten Vlotgote (Flutgasse) führend, bei der Balgebrücke (heute etwa beim Haus Balgebrückstraße Nr. 22) auf die Balge traf und diese fortan in zwei Abschnitte teilte. Ziel der Maßnahme war ein verbesserter Wasseraustausch zwischen Weser und Balge, da letztere durch Unrat und Schlickablagerungen vollkommen zu versanden drohte. Während der obere Arm der Balge, der durch den Schnoor floss, fortan als Klosterbalge bezeichnet wurde, da er durch das Gebiet des Johannisklosters lief, nannte man den unteren Arm Große Balge. Bald nach dem Durchstich wurde der ursprüngliche Zufluss der Balge am Altenwall verschlossen – vermutlich um die Befestigung der Stadt zu stärken, denn ein Durchlass in der Stadtmauer wäre eine Schwachstelle bei einem Angriff gewesen. Die Klosterbalge wurde zu einem toten Nebenarm, der zudem von Regen- und Spülwasser der anliegenden Häuser gespeist wurde. Die Große Balge wurde zu jener Zeit hingegen noch von Wasserfahrzeugen genutzt. So regelte die vom Bremer Rat 1399 erlassene Balgeverordnung, dass Eken (flache, aus Eichenholz gezimmerte Flusskähne mit einer Breite von zirka 1,50 Metern und einer Länge von 3,50 bis zu 10 Metern) nicht länger als drei Tage und drei Nächte in der Balge liegen durften, um den Bootsverkehr nicht zu behindern.
1602 wurde die Balge für den Schiffsverkehr gesperrt, 1608 wurde sie auf einer Breite von 4,60 Metern durch eine Einfassung in Ufermauern kanalisiert und fortan nur noch als Abwasserkanal genutzt. Im Jahre 1819 beschloss der Bremer Senat schließlich, die Balge auf ihrer gesamten Länge zuzuschütten und durch einen 1,20 Meter breiten unterirdischen Abwasserkanal zu ersetzen. Auf Grund alter Sonderrechte und konkurrierender Interessen der Balge-Anwohner wurde dieses Vorhaben jedoch erst im Jahre 1838 tatsächlich durchgeführt – damit verschwand die Balge endgültig aus dem Stadtbild Bremens.

## Brücken
Über die Balge führten seit dem Mittelalter bereits mehrere Brücken:
- Die Große Stintbrücke (als Pontis Piscium wurde ab 1261 urkundlich erwähnt.[10]) Sie führte über die Balge von der Südostecke des Bremer Marktplatzes ausgehend.
- Die Kleine Stintbrücke befand sich im Verlauf der Haken-/Bredenstraße.
- Die Balgebrücke lag im Verlauf der heutigen Balgebrückstraße.
- Die Hohe Brücke überquerte an der Tiefer die vlootgote.
- Eine Steinbrücke lag im Verlauf der Wachtstraße.
- Eine Brücke führte bei St. Victors Staven an der Tiefer über die Klosterbalge.
- Die Schüttingbrücke führte im Verlauf der Böttcherstraße über die Balge.
- Wahrscheinlich muss auch die Schlachte an der Mündung der Balge im Bereich der 2. Schlachtpforte durch eine Brücke überquert worden sein.

Es handelte sich sehr wahrscheinlich um Zugbrücken, um Booten und Kähnen auch bei hohem Wasserstand die Durchfahrt zu ermöglichen.
Alle Brücken bestanden noch bis Ende des 18. Jahrhunderts und sind dann nach und nach beim Zuwerfen der Balge abgebaut worden.

## Erinnerungen an die Balge

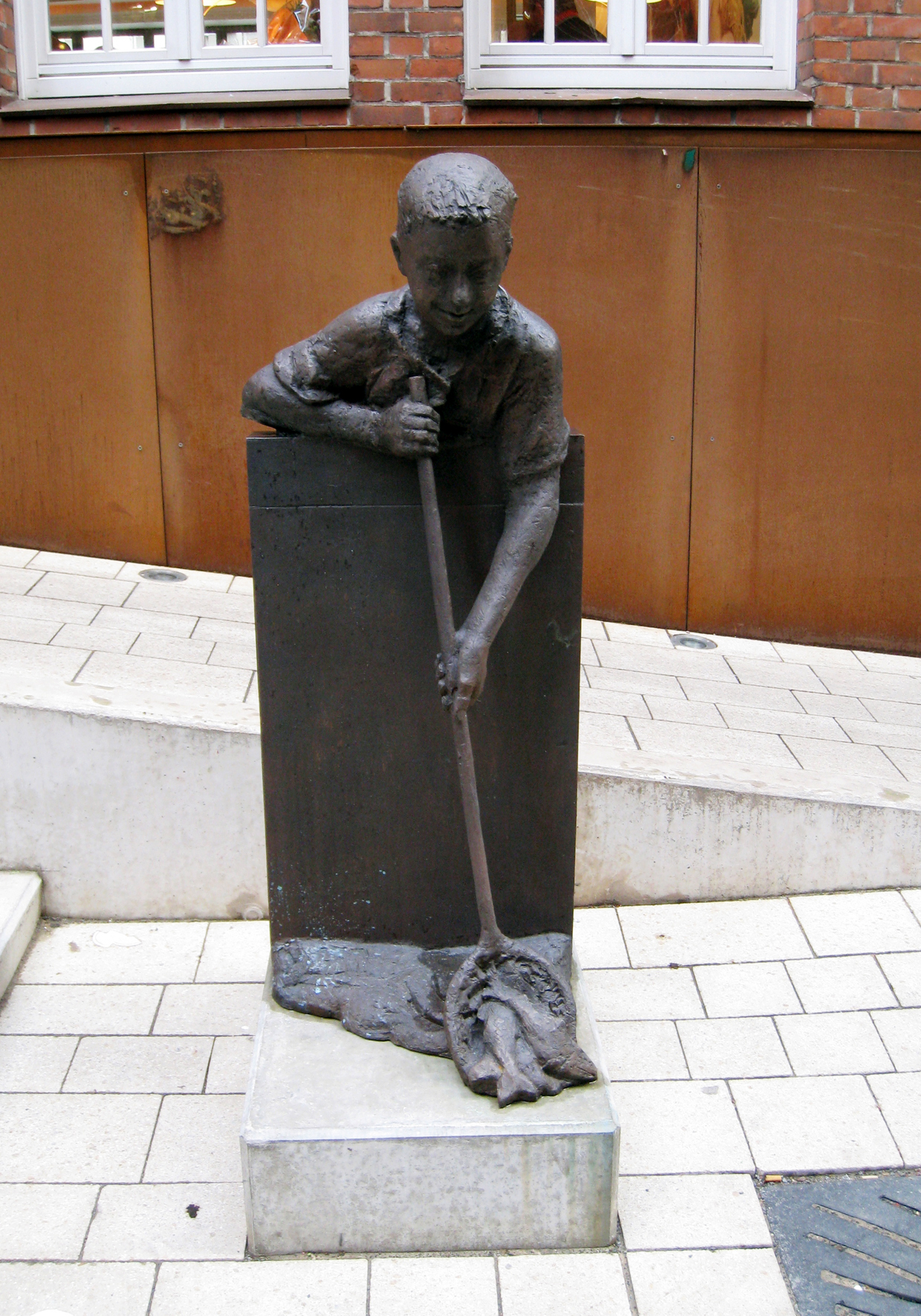
Bronzeskulptur Fietje Balge von Bernd Altenstein

Auf Anregung von Senatsrat Harald Lucht, Leiter des Kataster- und Vermessungsverwaltung, wurde ab 1990/1991 an mehreren Stellen in der Altstadt mittels Pflasterung und im Boden eingelassener Bronzetafeln der ehemalige Verlauf der Balge (in ihrer Form als schmaler Kanal aus dem 18. Jahrhundert) „sichtbar“ gemacht, so an der Schlachte, der Stintbrücke, der Wachtstraße und der Balgebrückstraße, wo die Gabelung in Große Balge und Klosterbalge angedeutet ist.
Weitere Erinnerungen:
- Stintbrücke: Führt von der Ecke Langenstraße/Marktplatz am Schütting vorbei zur Bredenstraße
- Balgebrückstraße: Führt von der Domsheide zur Wilhelm-Kaisen-Brücke
- Hinter der Balge: Gasse, die im Schnoor von der Marterburg abzweigt
- Bronzeskulptur Fietje Balge Hinter dem Schütting vom Bildhauer Bernd Altenstein; 2007 im Auftrag des Bankhauses Carl F. Plump & Co. errichtet.

Pflaster und Bronzetafeln zur Markierung des ehemaligen Verlaufs der Balge
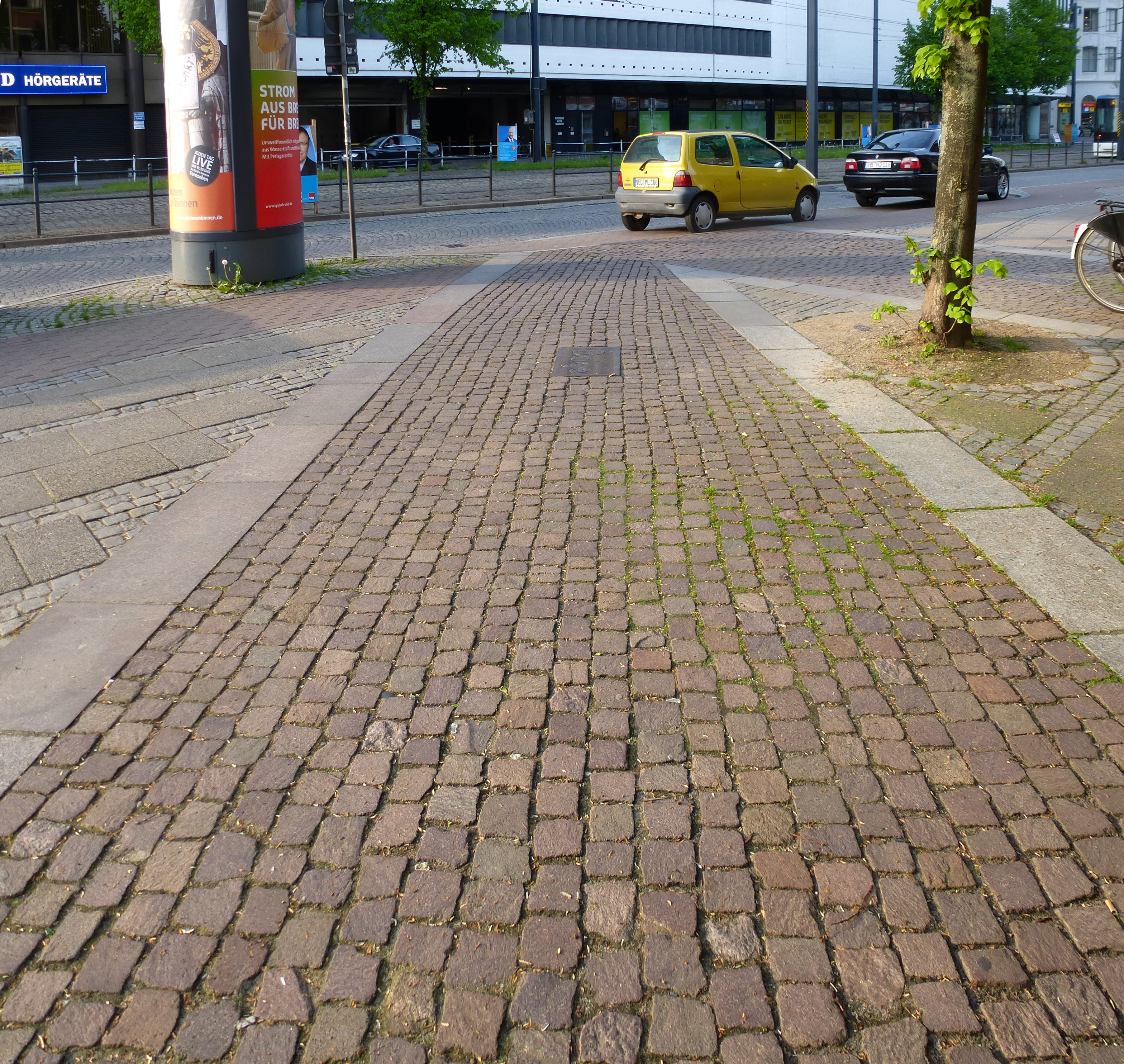
Zusammenfluss von Balge und …
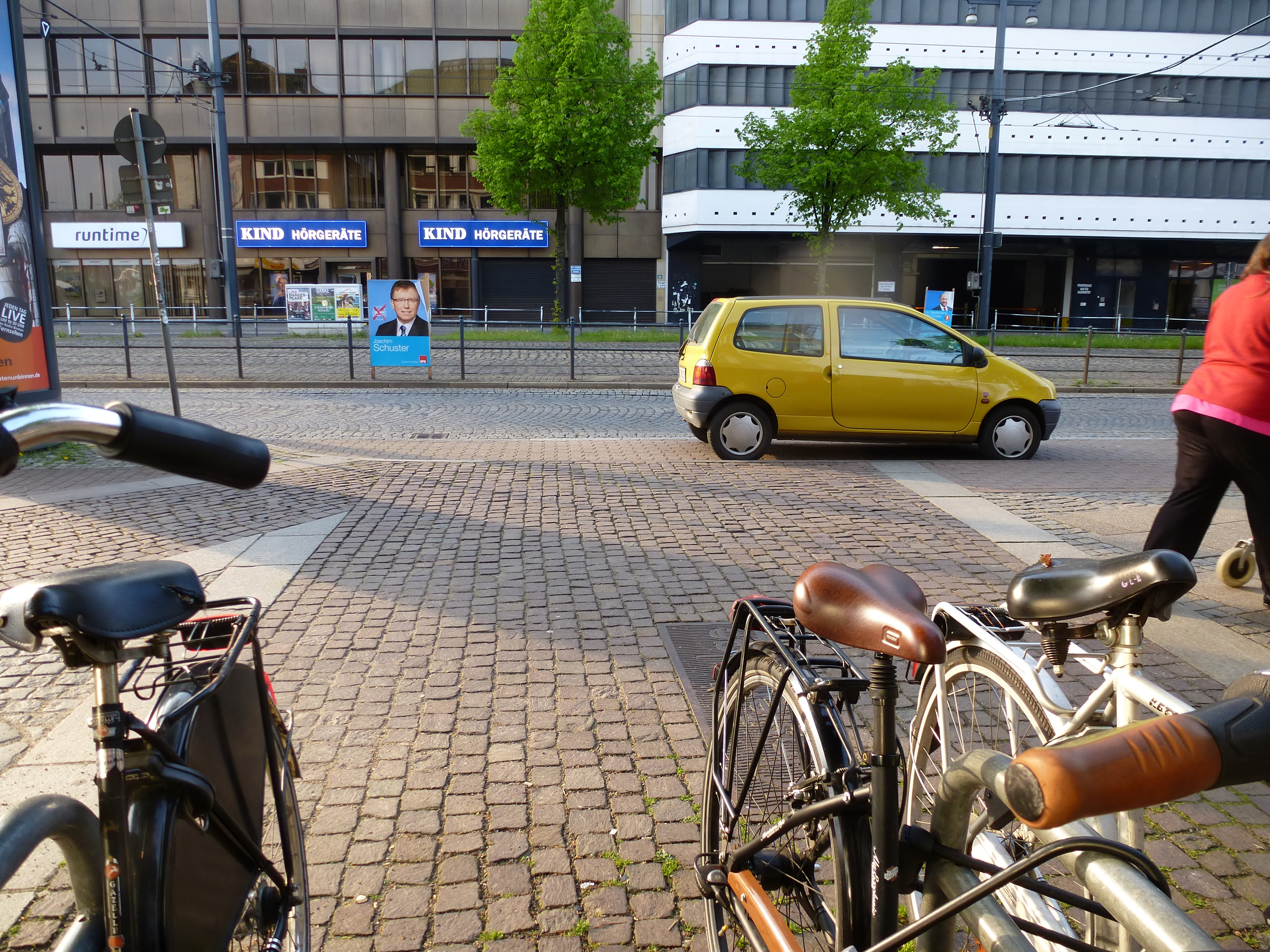
… Klosterbalge an der Balgebrückstraße
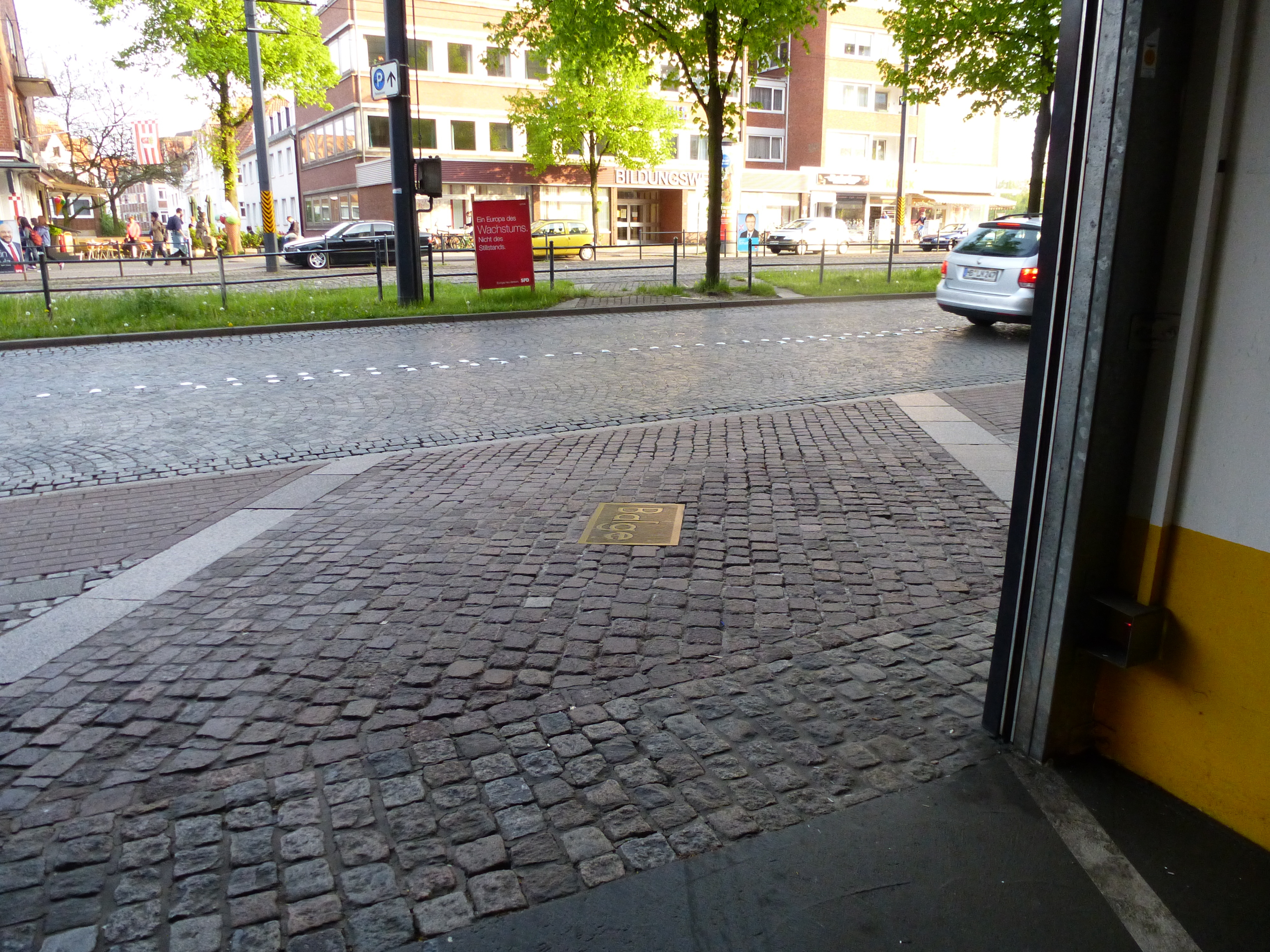
Balgebrückstraße (Blick entgegen der Fließrichtung)
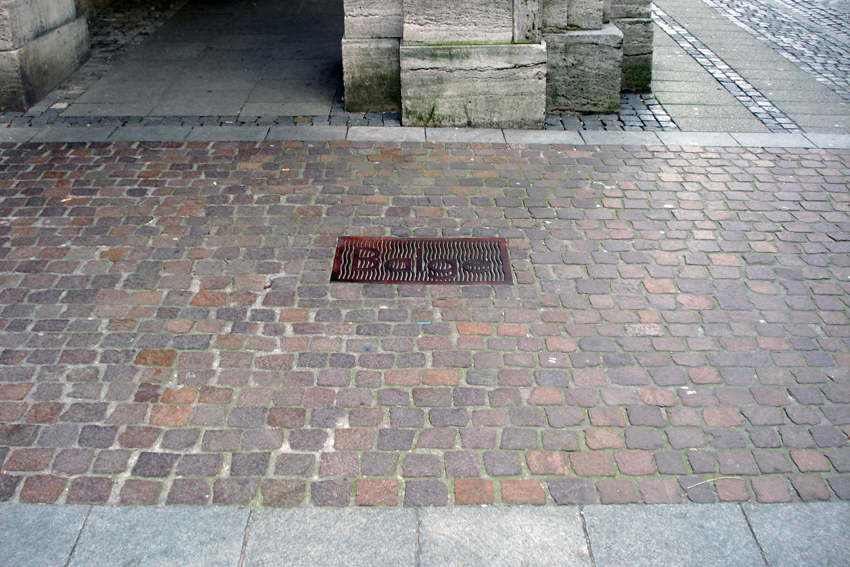
Stintbrücke
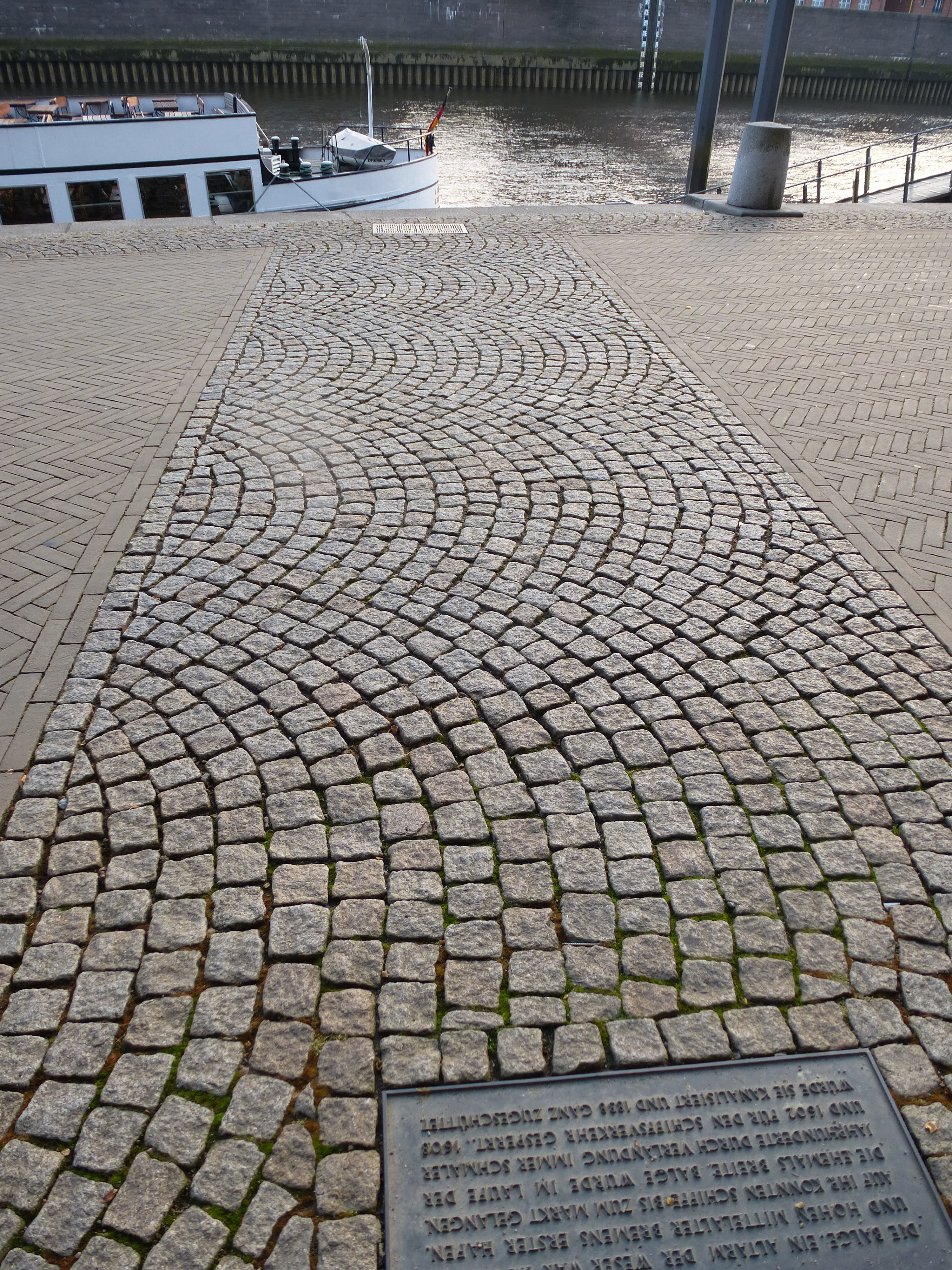
Schlachte
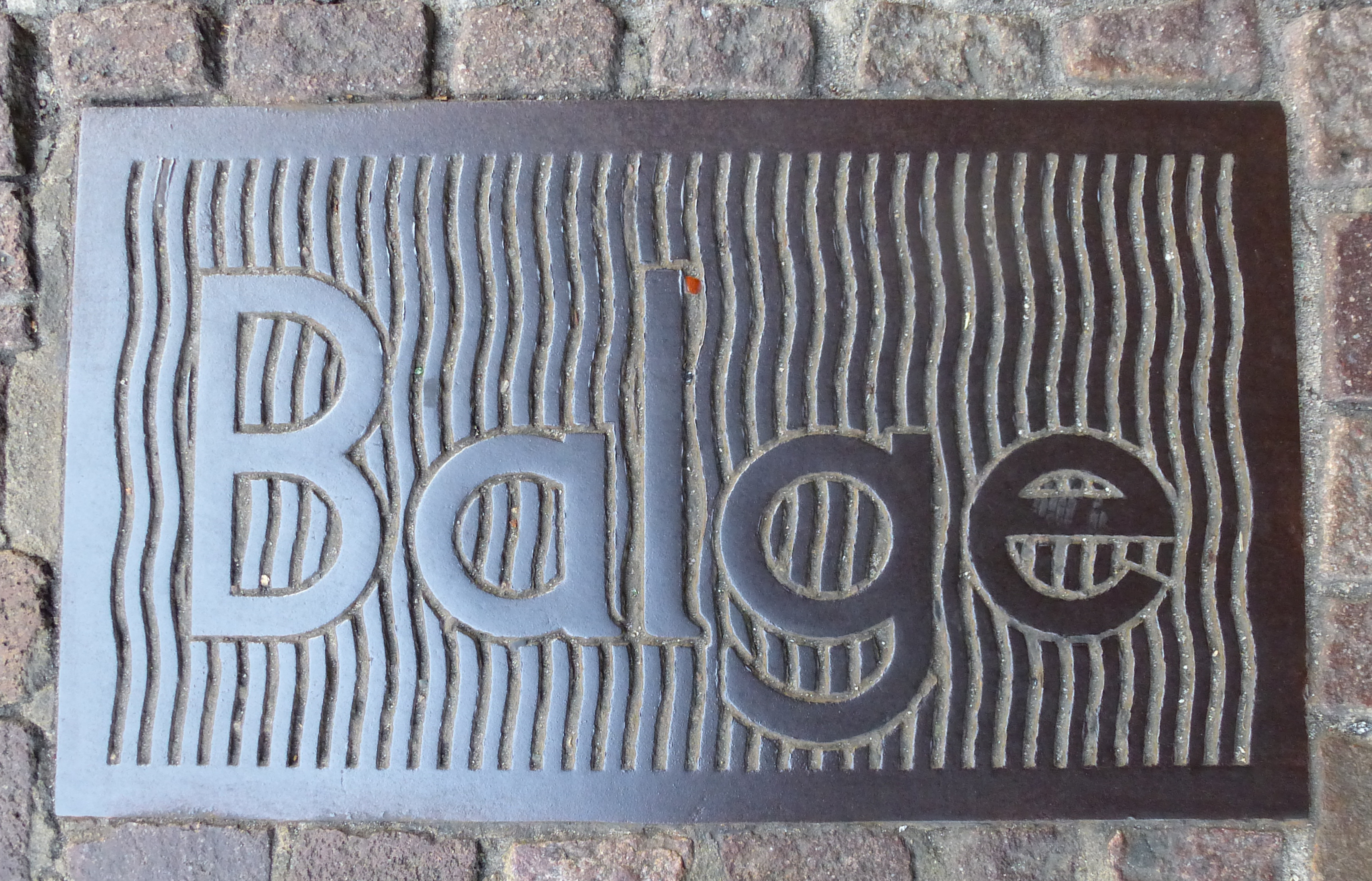
Bronzetafel Balge
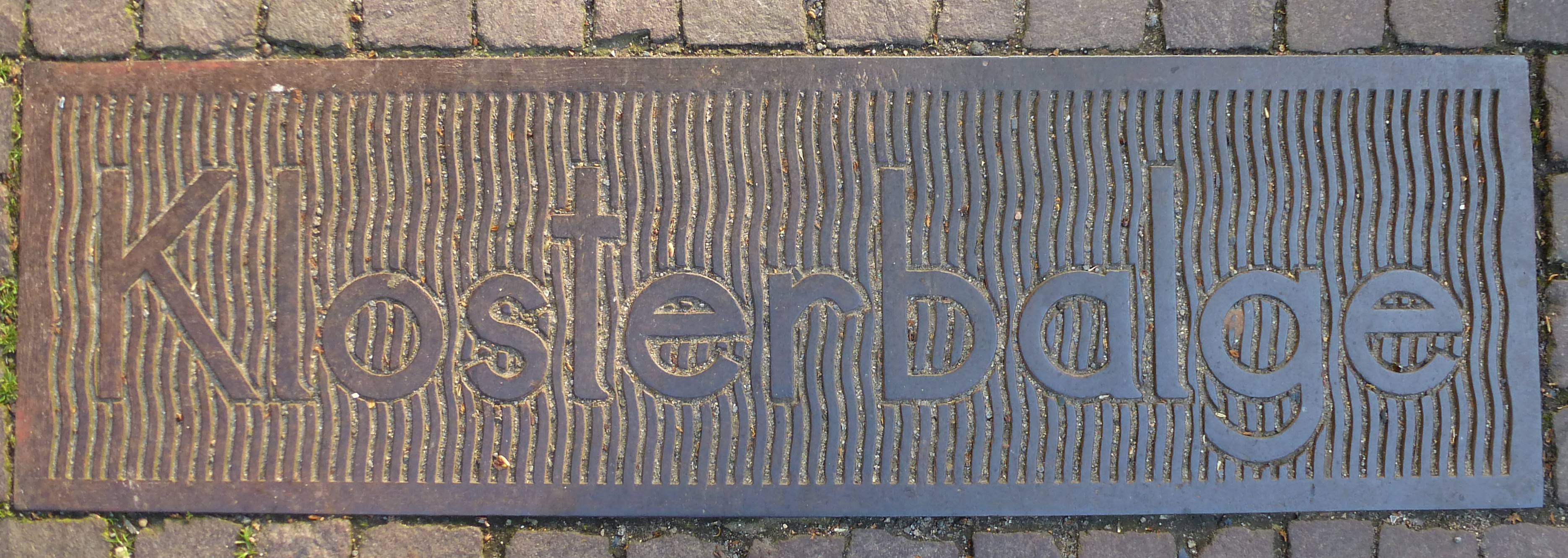
Bronzetafel Klosterbalge
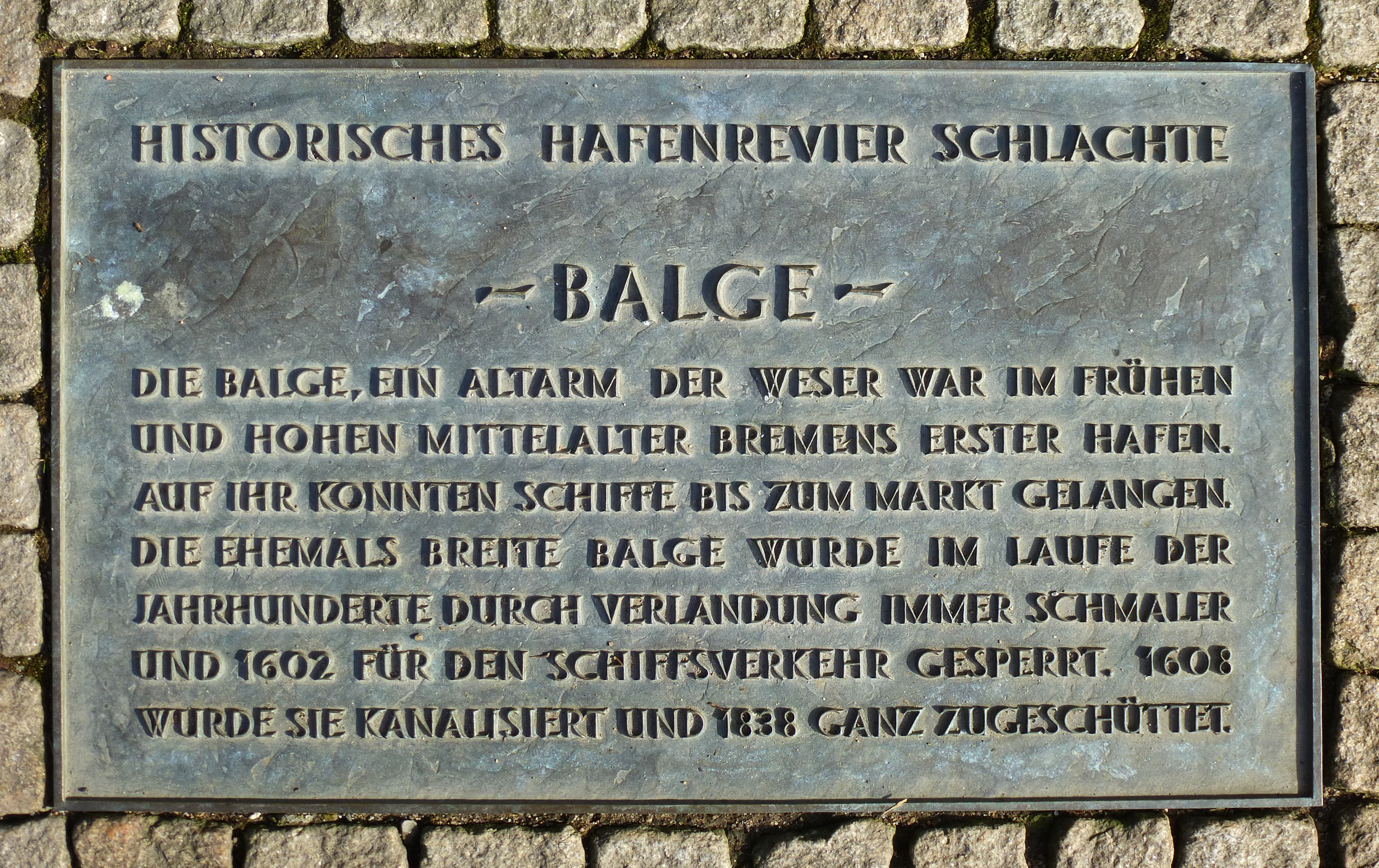
Infotafel an der Schlachte

## Neue Funde
Bei Ausgrabungen am Bredenplatz, Ecke Breden-/Martinistraße, die hier Anfang 2008 anlässlich des Baus eines neuen Hotels durchgeführt wurden, entdeckte man Reste der Uferbefestigung der Balge aus der Zeit um das Jahr 1000. Es handelte sich um eine Konstruktion aus Holzpfählen, Querbohlen und Flechtwerk. Die Grabungen brachten darüber hinaus einige Einzelfunde zu Tage, die einst im Uferschlamm der Balge verloren gegangen sind: ein Kölner Silberdenar, ein Dolch, eine Silberfibel und ein paar Knochenschlittschuhe.
Im Jahre 2009 konnte bei Umbauarbeiten im Schifferhaus die Uferbefestigung der Klosterbalge untersucht werden, die ebenso wie die Große Balge zuletzt als unterirdischer Abwasserkanal gedient hatte.